# Yvonne Pitrois
Yvonne Pitrois, née le 14 décembre 1880 à Paris (9e arr.) et morte le 23 avril 1937, est une écrivaine sourde française. Elle écrit une variété de livres populaires, y compris de multiples biographies de personnages historiques. Sourde depuis l'enfance, elle plaide pour le bien-être des sourds et sourdaveugles dans son travail, y compris par la création de deux magazines proposant des conseils et des histoires inspirantes sur les personnes sourdes. Elle reçoit, en 1929, le prix Montyon pour les efforts de toute sa vie en faveur de la communauté sourde.

## Biographie

### Jeunesse
Yvonne Pitrois naît le 14 décembre 1880 à Paris. Elle perd l'audition à l'âge de sept ans après un épisode de fièvre causée par un grave coup de chaleur. Sa vue a également été endommagée après cette maladie ; sa vision s'est détériorée de ses sept à douze ans, mais elle a finalement retrouvé une certaine vision. 
Sa mère, Marguerite Gabrielle Pitrois, enseignante et écrivaine, qui dirige une école bilingue français-anglais, instruit sa fille à la maison. Yvonne Pitrois lit couramment le français et l'anglais et est capable de lire sur les lèvres dans les deux langues. 

### Carrière littéraire
À partir de dix-sept ans, Yvonne Pitrois traduit des ouvrages anglophones en français et publie des articles dans des périodiques en France, en Angleterre, en Suisse et aux États-Unis. Elle contribue régulièrement au journal américain The Silent Worker , y compris une colonne intitulée « Du Vieux Monde » partageant des informations sur les institutions sourdes en Europe. Elle utilise ce média pour faire connaître le travail d'autres femmes sourdes, y compris celui de l'autrice française Marie Lenéru. 
Yvonne Pitrois publie son premier livre, un recueil d'histoires sur des vies humbles, intitulé Jeunes vies, à dix-huit ans. Son ouvrage Abraham Lincoln, le libérateur des esclaves a sort en trois éditions. Parmi ses autres livres, on retrouve Ombres des femmes, une collection de biographies de femmes célèbres et Chérie , une idylle pour les jeunes femmes. Son œuvre la plus célèbre reste la biographie de l'abbé Charles-Michel de L'Épée publiée en 1912 le 200e anniversaire de la naissance du religieux. 
Elle est aussi connue pour avoir créée le bimensuel La Petite Silencieuse, une revue qui fournit des conseils pour les jeunes femmes sourdes, de 1912 jusqu'à sa mort en 1937. Le magazine bimestriel présente des conseils pour les jeunes sourdes ainsi que des croquis biographiques de personnes sourdes contemporaines. Yvonne Pitrois écrit des lettres à chacune des 900 abonnées. En 1928, elle crée un deuxième magazine, Le Rayon de Soleil des Sourds-Aveugles, écrit en braille français pour les sourdaveugles. La plupart des numéros du magazine sont consacrés au partage d'informations et d'idées parmi la communauté sourde. 
Sa biographie d'Helen Keller, Une nuit rayonnante, sort en 1922. Les deux femmes se rencontrent par le biais du Cosmopolitan Correspondence Club, un échange de lettres sourdes pour occidentaux. Yvonne Pitrois avait connu la surdicécité enfant et grâce à son statut de femme sourde écrivaine, elle est bien placée pour écrire sur la vie de Helen Keller.
Elle est membre de la Société des gens de lettres. Elle aide à obtenir des livres et des périodiques sur la surdité pour la bibliothèque de Selwyn Oxley, un éducateur anglais dont la collection de livres serait la fondation de l'Institut de l'oreille de l'University College de Londres et de l'Action sur les bibliothèques de perte d'audition.

### Service à la communauté sourde
Pendant la Première Guerre mondiale, Yvonne Pitrois organise des collectes de soutien financier pour aider les sourds qui se retrouvent sans nourriture, ni abri, sous occupation allemande. Elle écrit sur la souffrance de la communauté sourde en France et en Belgique pendant la guerre dans The Silent Worker, demandant des fonds aux lecteurs américains. Dans sa chronique, elle traduit des lettres et présente des photographies des récipiendaires de ces subventions. Elle aide à réunir des réfugiés sourds avec leurs familles et place des enfants sourds dans des programmes scolaires. Yvonne Pitrois reçoit une médaille d'honneur de la Société nationale d'encouragement au bien en 1920 et le prix Montyon en 1929 de la part de l'Académie française pour son travail visant à améliorer la vie des sourds et sourdaveugles. L'Académie française lui décerne le titre d'officière pour son travail littéraire,. 
Après la fin de la guerre et la mort de sa mère, Yvonne Pitrois accueille, dans son gîte rural en Bretagne, des filles et des jeunes femmes orphelines ou sourdes en difficulté.
Elle meurt en France le 23 avril 1937 et est enterrée au cimetière des tilleuls de Royan.

## Œuvres
- Cœurs aimants. Genève: JH Jeheber, 1905
- La Fille de Victor Hugo. Lausanne: G. Bridel, 1906
- Chérie, 222 pages, 1906[12]
- Abraham Lincoln, le libérateur des esclaves. Toulouse: Société d'édition de Toulouse, 1911
- La Vie de l'Abbé de L'Épée: racontée aux sourds-muets. Saint-Étienne: L'Institution des Sourds-Muets, 1912
- Lettre adressée à l'institution nationale des sourds-muets, texte manuscrit, 1912, 1 page[12]
- La Vie de l'abbé de l'Epée racontée aux sourds-muets, 39 pages, 1912[12]
- La Petite Silencieuse (1913-1933) : Messagère illustrée des Sourdes-Muettes et des Sourdes-Parlantes[12]
- Une Noble Victime: Mlle Edith Cavell. Paris, 1915
- Les Femmes de la Grande Guerre 1914-1915-1916. Genève: J.-H. Jeheber, 1916
- Lettre d'une française à nos soldats, 1918[13]
- Une Nuit rayonnante : Helen Keller, texte imprimé, 1922[12]
- Ombres de femmes . Lausanne: Payot, 1929
- Sourds-Muets-Aveugles ! : Strasbourg : Librairie évangélique, 29 pages, 1929[12]
- Veillée de Noël: Cinq récits pour les petits et pour les grands. Strasbourg: Bibliothèque évangélique, 1932
- Trois Lumières dans la nuit : Valentin Hauy, Louis Braille, Maurice de la Sizeranne, 14 pages[12]
- La Vie de l'abbé de l'Epée et son disciple l'abbé Sicard.... un silencieux raconte : extraits de différentes biographies et historiques, co-écrit avec Abbé Rieffel, et Gaillard, Henri (1866-1937), Pierre Dubeau, Éditeur scientifique, 1962[12]